# Симаново (Торопецкий район)
Симаново — деревня в Торопецком районе Тверской области. Входит в состав Пожинского сельского поселения.

## География
Находится в западной части Тверской области на расстоянии приблизительно 31 км на север по прямой от районного центра города Торопец.

## История
Была показана еще на карте 1840 года. В 1877 году здесь (деревня Холмского уезда Псковской губернии) было учтено 9 дворов.

## Население
Численность населения: 62 человека (1877 год), 9 (русские 100 %) в 2002 году, 5 в 2010.